# Autoroute A22 (Pays-Bas)
Pour les articles homonymes, voir A22.
L'autoroute néerlandaise A22 (en néerlandais Rijksweg 22) est une autoroute des Pays-Bas. Reliant Velsen et Beverwijk, elle est longue de 8,3 km.

## Les villes importantes
- Velsen
- IJmuiden
- Beverwijk